# Chính luận
Chính luận là một thể loại văn học đồng thời là một thể loại báo chí, có nội dung phản ánh các vấn đề có tính thời sự về chính trị, kinh tế, văn hóa, xã hội, văn học, tư tưởng, v.v... Thuật ngữ này cũng được sử dụng cho các thể loại nghệ thuật khác như phim, kịch,...

## Mục đích phản ánh
Các tác phẩm chính luận hướng tới mục đích tác động đến dư luận xã hội đương thời, đến lối sống, các quyền lợi chính trị hiện hành; đề xuất việc củng cố hoặc thay đổi chúng cho phù hợp với quyền lợi giai cấp hoặc với lý tưởng xã hội, đạo đức.đồng thời thể hiện rõ về phong cách của người viết

## Đối tượng phản ánh
Đối tượng phản ánh của chính luận là toàn bộ cuộc sống quá khứ và hiện tại, cuộc sống cá nhân cũng như đời sống xã hội, đời sống thực và đời sống được phản ánh trong báo chí, nghệ thuật.
Những bức tranh về thực tại, tính cách và số phận con người biểu hiện trong tác phẩm chính luận như những chứng cứ lấy từ chính đời sống, như một hệ thống những luận cứ, như đối tượng của sự phân tích hoặc được dùng làm cơ sở cho xúc cảm, làm tác nhân kích thích, làm nguyên cớ để lên án, tố cáo, hoặc chất vấn các giới hữu quan để khẳng định lý tưởng.

## Đặc điểm
Chính luận luôn là hành vi tranh đấu (ngấm ngầm hoặc công nhiên) về chính trị,tôn giáo, xã hội, triết học, tư tưởng; nó luôn mang tính định hướng phe nhóm, đảng phái và ý thức hệ.
Phong cách chính luận nổi bật tính khuynh hướng, tính luận chiến, tính cảm xúc, rất gần gũi với giọng điệu, kết cấu và chức năng của lời diễn thuyết hay hùng biện.

## Ứng dụng
Chính luận có vai trò đặc biệt trong lịch sử văn hóa, trong các phong trào xã hội và là một trong những phong cách sáng tác tiêu biểu nhất thể hiện được giọng điệu, phong cách và ý thức hệ của người cầm bút.